# Ichthyomys stolzmanni
Ichthyomys stolzmanni е вид бозайник от семейство Хомякови (Cricetidae).

## Разпространение
Видът е разпространен в Еквадор и Перу.